# Santorcaz
Santorcaz község Spanyolországban, Madrid tartományban. Santorcaz Pioz, Pezuela de las Torres, Corpa, Anchuelo, Los Santos de la Humosa és Pozo de Guadalajara községekkel határos. Lakosainak száma 999 fő (2024).

## Népesség
A település népessége az utóbbi években az alábbiak szerint változott:
| Lakosok száma | 583  | 677  | 789  | 825  | 816  | 833  | 856  | 886  | 941  | 999  |
|               | 2001 | 2004 | 2007 | 2009 | 2012 | 2014 | 2017 | 2019 | 2022 | 2024 |